# Anania phaeopastalis
Anania phaeopastalis là một loài bướm đêm trong họ Crambidae.